# Tercera Via (Polònia)
La Tercera Via (en polonès: Trzecia Droga, TD ) va ser una aliança política a Polònia que es va formar el 27 d'abril de 2023, abans de les eleccions parlamentàries del mateix any. L'objectiu de la coalició era oferir una alternativa tant de la Dreta Unida, liderada per Llei i Justícia (PiS), com de la Coalició Cívica, les principals aliances dominants en els darrers anys. La coalició va ser impulsada pel partit centrista Polònia 2050 i el democristià Partit Popular Polonès (PSL).

## Història
Els presidents de PL2050 i del PSL, Szymon Hołownia i Władysław Kosiniak-Kamysz respectivament, van anunciar la cooperació no oficial entre les organitzacions el 7 de febrer de 2023 com a "llista comuna de coses a fer". Les parts es van declarar disposades a cooperar en els àmbits del sistema judicial, l'educació i els governs locals.
Després de llargues negociacions, els partits van decidir presentar-se junts a les eleccions parlamentàries del 27 d'abril, i després van revelar el nom de la coalició el 15 de maig. Malgrat la cooperació durant les eleccions, ambdós partits van crear dos grups polítics separats al Sejm. Tots dos líders van anunciar la seva disposició a mantenir converses amb altres partits i organitzacions polítiques, amb la intenció d'ampliar la coalició amb partits minoritaris i candidats independents.
Tanmateix, el 17 de juny de 2025, el Consell Executiu del Partit Popular Polonès va anunciar que havia decidit abandonar la Tercera Via i presentar-se per separat a les properes eleccions parlamentàries. Polònia 2050 va declarar que acceptava la decisió del seu soci i va confirmar que marcava el final de l'aliança. Els comentaristes polítics van assenyalar que la decisió probablement va ser causada per un mal rendiment a les enquestes: el juny de 2025, la Tercera Via obtenia al voltant del 4%, molt per sota del llindar electoral del 8% per a les coalicions que es presentaven al Sejm.

## Composició
| Nom   | Nom                                                                                                 | Ideologia                                      | Pos.                 | Diputats | Senadors | Eurodiputats | Diputats regionals |
| Party | Party                                                                                               | Party                                          | Party                | Party    | Party    | Party        | Party              |
| ----- | --------------------------------------------------------------------------------------------------- | ---------------------------------------------- | -------------------- | -------- | -------- | ------------ | ------------------ |
|       | Polònia 2050                                                                                        | Democràcia cristiana Liberalisme               | Centre               | 32 / 460 | 5 / 100  | 1 / 51       | 3 / 552            |
|       | Coalició Polonesa •Partit Popular Polonès •Unió de Demòcrates Europeus •Centre per a Polònia •Acord | Democràcia cristiana Conservadorisme Agrarisme | Centre a centredreta | 32 / 460 | 7 / 100  | 2 / 52       | 69 / 552           |

## Resultats electorals

### Sejm
| Any  | Líder                                     | Vots      | %         | Escons   | +/– | Govern   |
| ---- | ----------------------------------------- | --------- | --------- | -------- | --- | -------- |
| 2023 | Szymon Hołownia Władysław Kosiniak-Kamysz | 3,110,670 | 14.4 (#3) | 65 / 460 | Nou | Coalició |

### Presidencials
| Any  | Candidat        | 1a volta | 1a volta   | 1a volta | 2a volta | 2a volta |
| Any  | Candidat        | Vots     | %          | Pos.     | Vots     | %        |
| ---- | --------------- | -------- | ---------- | -------- | -------- | -------- |
| 2025 | Szymon Hołownia | 978,901  | 4,99 / 100 | 5è       |          |          |

### Parlament Europeu
| Any  | Líder                                     | Vots    | %         | Escons | +/– | Grup     |
| ---- | ----------------------------------------- | ------- | --------- | ------ | --- | -------- |
| 2024 | Szymon Hołownia Władysław Kosiniak-Kamysz | 813,238 | 6.91 (#4) | 3 / 53 | Nou | EPP / RE |